# Escource
Escource (Escorce, en occitan) est une commune du Sud-Ouest de la France, située dans le département des Landes (région Nouvelle-Aquitaine).

## Géographie

### Localisation
Située dans la forêt des Landes, la commune d'Escource se trouve dans la partie la plus occidentale de la Haute Lande, en bordure du Pays de Born, à environ 12 km au sud-ouest de Labouheyre et environ 17 km à l'est de Mimizan.
Elle est proche d'un lieu touristique connu, à 25 km vers l'est : l'écomusée de Marquèze, qui se trouve au cœur du parc naturel régional des Landes de Gascogne, sur le territoire de la commune de Sabres. Le territoire d'Escource est bordé à l'est par l'autoroute A63 (ancienne RN 10).
Traversée par le chemin de Saint-Jacques-de-Compostelle, elle comporte plusieurs points de repos qui accueillent les pèlerins.

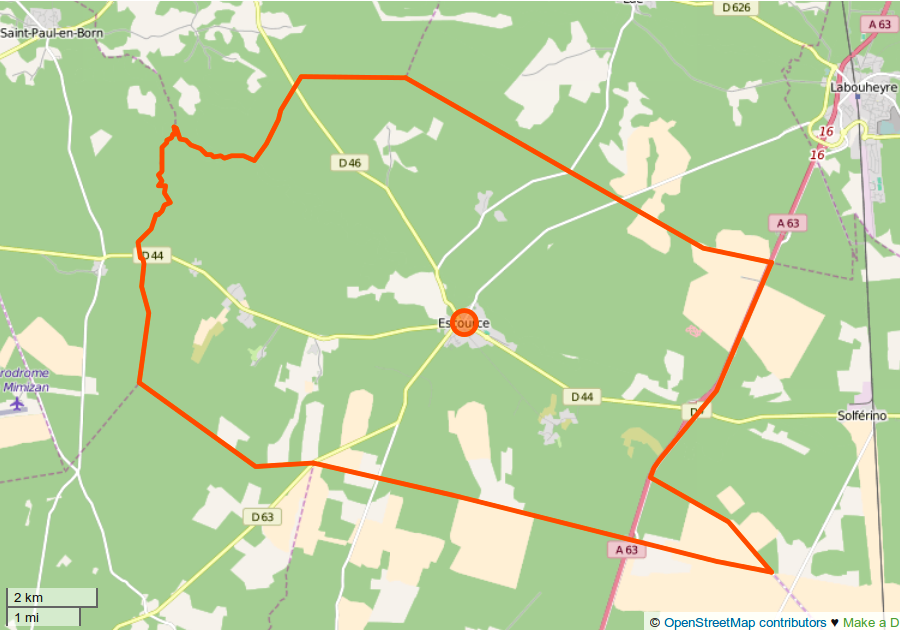
.

### Communes limitrophes
Les communes limitrophes sont  Lüe, Mézos, Onesse-Laharie, Pontenx-les-Forges, Saint-Paul-en-Born et Solférino.
| Pontenx-les-Forges | Luë            |           |
| Saint-Paul-en-Born | Escource       | Solférino |
| Mézos              | Onesse-Laharie |           |

### Hydrographie
Le ruisseau d'Escource, alimentant l'étang d'Aureilhan, passe par la commune, où il porte le nom de ruisseau de Belloc sur une partie de son cours.

### Climat
Pour des articles plus généraux, voir Climat de la Nouvelle-Aquitaine et Climat des Landes.
Historiquement, la commune est exposée à un climat océanique aquitain.  
En 2020, Météo-France publie une typologie des climats de la France métropolitaine dans laquelle la commune est exposée à un climat océanique et est dans la région climatique  Littoral charentais et aquitain, caractérisée par une pluviométrie élevée en automne et en hiver, un bon ensoleillement, des hiver doux (6,5 °C), soumis à la brise de mer.
Pour la période 1971-2000, la température annuelle moyenne est de 13,1 °C, avec une amplitude thermique annuelle de 14,1 °C. Le cumul annuel moyen de précipitations est de 1 122 mm, avec 12,8 jours de précipitations en janvier et 7,7 jours en juillet. Pour la période 1991-2020, la température moyenne annuelle observée sur la station météorologique la plus proche, située sur la commune de Pissos à 26 km à vol d'oiseau, est de 13,7 °C et le cumul annuel moyen de précipitations est de 1 031,6 mm,. Pour l'avenir, les paramètres climatiques de la commune estimés pour 2050 selon différents scénarios d’émission de gaz à effet de serre sont consultables sur un site dédié publié par Météo-France en novembre 2022.

## Urbanisme

### Typologie
Au 1er janvier 2024, Escource est catégorisée commune rurale à habitat dispersé, selon la nouvelle grille communale de densité à sept niveaux définie par l'Insee en 2022.
Elle est située hors unité urbaine. Par ailleurs la commune fait partie de l'aire d'attraction de Mimizan, dont elle est une commune de la couronne,. Cette aire, qui regroupe 5 communes, est catégorisée dans les aires de moins de 50 000 habitants,.

### Occupation des sols

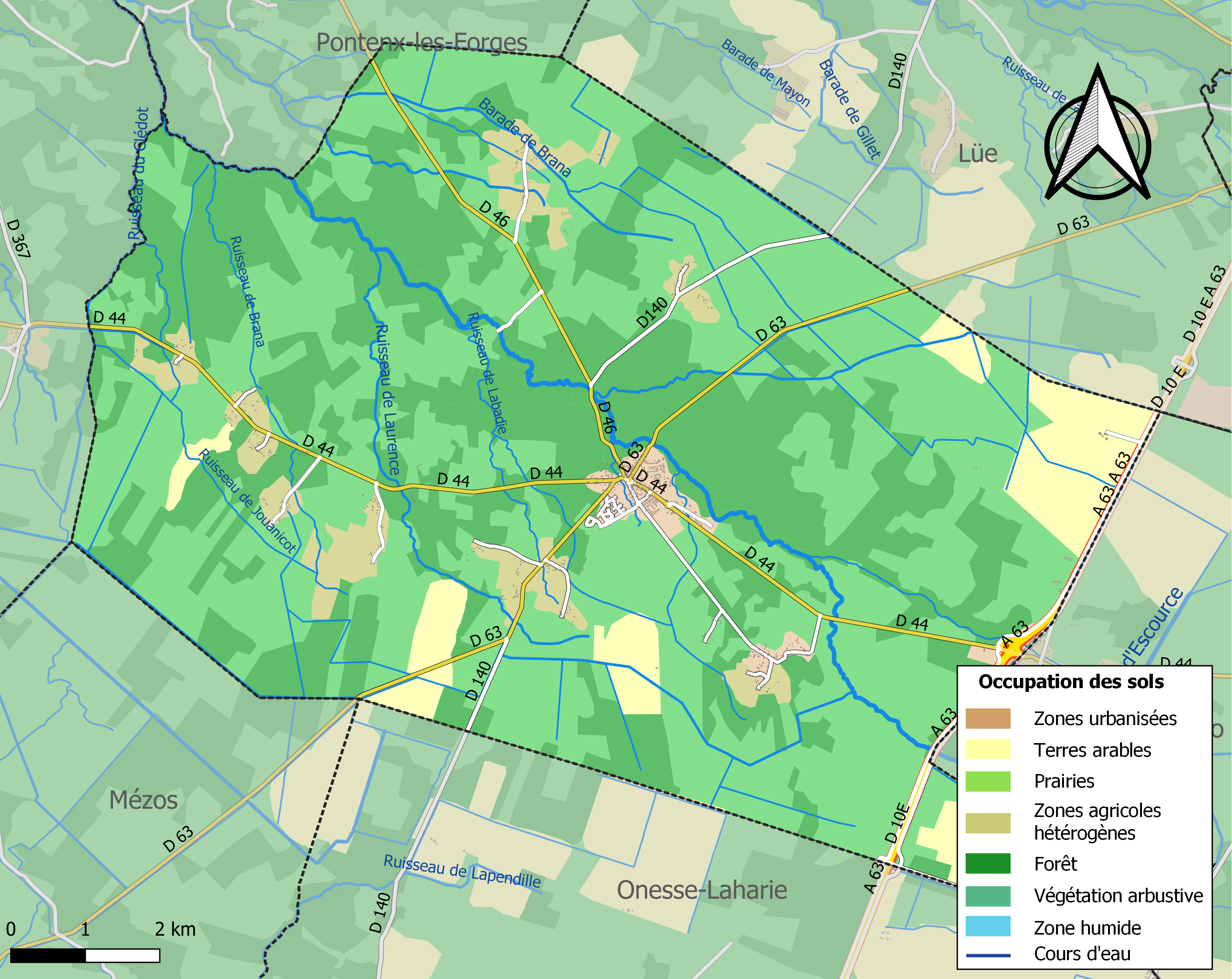
Carte des infrastructures et de l'occupation des sols de la commune en 2018 (CLC).

L'occupation des sols de la commune, telle qu'elle ressort de la base de données européenne d’occupation biophysique des sols Corine Land Cover (CLC), est marquée par l'importance des forêts et milieux semi-naturels (86,1 % en 2018), en diminution par rapport à 1990 (90,5 %). La répartition détaillée en 2018 est la suivante : milieux à végétation arbustive et/ou herbacée (51,4 %), forêts (34,7 %), terres arables (7,8 %), zones agricoles hétérogènes (4,5 %), zones urbanisées (1 %), zones industrielles ou commerciales et réseaux de communication (0,5 %). L'évolution de l’occupation des sols de la commune et de ses infrastructures peut être observée sur les différentes représentations cartographiques du territoire : la carte de Cassini (XVIIIe siècle), la carte d'état-major (1820-1866) et les cartes ou photos aériennes de l'IGN pour la période actuelle (1950 à aujourd'hui).

### Risques majeurs
Le territoire de la commune d'Escource est vulnérable à différents aléas naturels : météorologiques (tempête, orage, neige, grand froid, canicule ou sécheresse), feux de forêts, mouvements de terrains et séisme (sismicité très faible). Un site publié par le BRGM permet d'évaluer simplement et rapidement les risques d'un bien localisé soit par son adresse soit par le numéro de sa parcelle.
Escource est exposée au risque de feu de forêt. Depuis le 20 avril 2016, les départements de la Gironde, des Landes et de Lot-et-Garonne disposent d’un règlement interdépartemental de protection de la forêt contre les incendies. Ce règlement vise à mieux prévenir les incendies de forêt, à faciliter les interventions des services et à limiter les conséquences, que ce soit par le débroussaillement, la limitation de l’apport du feu ou la réglementation des activités en forêt. Il définit en particulier cinq niveaux de vigilance croissants auxquels sont associés différentes mesures,.
Les mouvements de terrains susceptibles de se produire sur la commune sont des tassements différentiels.

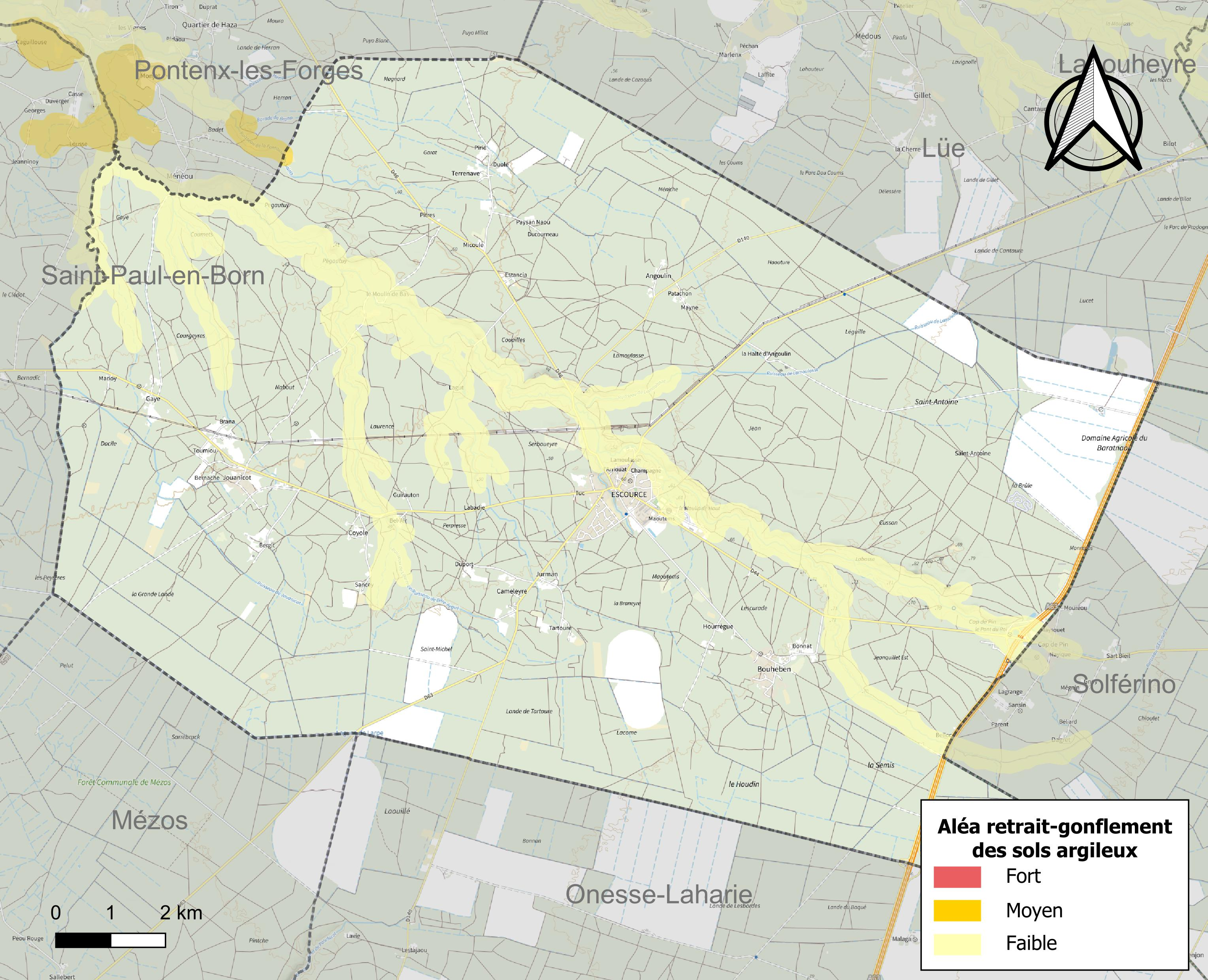
Carte des zones d'aléa retrait-gonflement des sols argileux d'Escource.

Le retrait-gonflement des sols argileux est susceptible d'engendrer des dommages importants aux bâtiments en cas d’alternance de périodes de sécheresse et de pluie. Aucune partie du territoire de la commune n'est en aléa moyen ou fort (19,2 % au niveau départemental et 48,5 % au niveau national). Sur les 451 bâtiments dénombrés sur la commune en 2019,  aucun n'est en aléa moyen ou fort, à comparer aux 17 % au niveau départemental et 54 % au niveau national. Une cartographie de l'exposition du territoire national au retrait gonflement des sols argileux est disponible sur le site du BRGM,.
La commune a été reconnue en état de catastrophe naturelle au titre des dommages causés par les inondations et coulées de boue survenues en 1999 et 2009 et par des mouvements de terrain en 1999

## Toponymie
(février 2023).
- Si vous ne connaissez pas le sujet, laissez ce bandeau (vous pouvez alors contacter les auteurs).
- Si vous supprimez le contenu mis en cause (vous pouvez préalablement contacter les auteurs),

argumentez précisément cette suppression dans la page de discussion
(un manque de référence n'est pas un argument ; une recherche réelle de référence doit avoir été effectuée, être formellement documentée).
Il s'agit peut-être d'un transfert à la localité du nom du ruisseau d’Escource, selon un processus fréquent en toponymie. Ce qui n'explique pas pour autant l'origine du nom lui-même. A ce stade plusieurs hypothèses cohabitent.
L’étymologie d’Escource n'est pas établie, peut-être d'un terme signifiant « source ».
Le nom du village pourrait en effet dériver du mot gascon escorra (prononcer "escourre" en français) qui signifie "canal d'écoulement", "déversoir" ou encore "rigole".
Selon le Pr Jean-Baptiste Orpustan, le nom du village pouvait venir du mot basque ezkurra (prononcer « escourra »), qui signifie « le gland » ou par extension désigne l'arbre (le chêne) - d’une part parce qu’on sait que la langue basque (ou proto-basque) s’étendait au nord il y a plusieurs siècles bien au-delà de ses limites actuelles, et d’autre part parce qu’il n’est pas difficile d’imaginer qu’il y avait beaucoup de chênes, et donc de glands, sur le territoire de cette commune.
Une autre hypothèse rattache le toponyme Escource au verbe occitan escourchar (prononcer "escourtcha" en français), qui signifie "accourcir", c'est-à-dire "rendre plus court", par exemple un trajet entre deux autres communes voisines plus importantes (Labouheyre et Mimizan ?).
Encore plus proche phonétiquement, le verbe occitan escorçar (prononcer "escourça" en français) - qui signifie "écorcer" - pourrait témoigner d'une activité ancienne (et bien antérieure à celle, industrielle, de la sylviculture à partir du XIXe siècle) pratiquée sur les arbres dans le territoire de la commune.

## Histoire
Le 9 mars 1857, la commune d'Escource cède 100 hectares au profit de  Napoléon III pour son domaine impérial de Solférino. La même année, 2500 hectares de terrains communaux sont vendus à des propriétaires privés locaux conformément à la loi du 19 juin 1857 relative à l'assainissement et la mise en culture des Landes de Gascogne. Le village passe ainsi peu à peu d'une économie pastorale à une économie forestière.

## Politique et administration
| Période                                  | Période | Identité                    | Étiquette | Qualité                       |
| ---------------------------------------- | ------- | --------------------------- | --------- | ----------------------------- |
| Les données manquantes sont à compléter. |         |                             |           |                               |
| 1790                                     | 1791    | Martin Ducom                |           |                               |
| 1791                                     | 1792    | Simon Dulaurant             |           |                               |
| 1792                                     | 1793    | Jean Menaut                 |           |                               |
| 1793                                     | 1795    | Simon Dulaurant             |           |                               |
| 1795                                     | 1797    | Jean Naureils               |           |                               |
| 1797                                     | 1800    | Jean Dupouy                 |           |                               |
| 1800                                     | 1801    | Jean Séguy                  |           |                               |
| 1801                                     | 1803    | Martin Ducom                |           |                               |
| 1803                                     | 1808    | Jean Naureils               |           |                               |
| 1808                                     | 1815    | Blaise Roumegous            |           |                               |
| 1815                                     | 1818    | Léonard Lamotte             |           |                               |
| 1818                                     | 1821    | Arnaud Gazailhan            |           |                               |
| 1821                                     | 1824    | Bertrand Bonnat             |           |                               |
| 1824                                     | 1865    | Jean Lagofun                |           |                               |
| 1865                                     | 1871    | Jean Lagofun                |           |                               |
| 1871                                     | 1878    | Justin Lagofun              |           |                               |
| 1878                                     | 1880    | Pierre Méaule               |           |                               |
| 1880                                     | 1892    | Justin Lagofun              |           |                               |
| 1892                                     | 1908    | Jean Duport                 |           |                               |
| 1908                                     | 1912    | Pierre Villenave            |           |                               |
| 1912                                     | 1913    | Jean-Albert Bezaudun        |           |                               |
| 1913                                     | 1919    | Jules Duport                |           |                               |
| 1919                                     | 1929    | Dominique Duport            |           |                               |
| 1929                                     | 1945    | Jules Duport                |           |                               |
| 1945                                     | 1947    | Jean Roquebert              |           |                               |
| 1947                                     | 1959    | Jean-Marcel Tité            |           |                               |
| 1959                                     | 1989    | Antonin Dagrau (dit Pierre) |           |                               |
| 1989                                     | 2004    | Marc Lauga                  |           | directeur de société retraité |
| 2004                                     | 2008    | Robert Labeyrie             |           |                               |
| 2008                                     | 2024    | Patrick Sabin               |           | chef d'entreprise             |
| 2024                                     |         | Pierre Lasterra             |           |                               |

## Démographie
L'évolution du nombre d'habitants est connue à travers les recensements de la population effectués dans la commune depuis 1793. Pour les communes de moins de 10 000 habitants, une enquête de recensement portant sur toute la population est réalisée tous les cinq ans, les populations de référence des années intermédiaires étant quant à elles estimées par interpolation ou extrapolation. Pour la commune, le premier recensement exhaustif entrant dans le cadre du nouveau dispositif a été réalisé en 2007.

En 2022, la commune comptait 799 habitants, en évolution de +14,14 % par rapport à 2016 (Landes : +5,78 %, France hors Mayotte : +2,11 %).
| 1793 | 1800 | 1806 | 1821 | 1831  | 1836  | 1841  | 1846  | 1851  |
| ---- | ---- | ---- | ---- | ----- | ----- | ----- | ----- | ----- |
| 900  | 668  | 673  | 881  | 1 061 | 1 103 | 1 180 | 1 208 | 1 304 |

| 1856  | 1861  | 1866  | 1872  | 1876  | 1881  | 1886  | 1891  | 1896  |
| ----- | ----- | ----- | ----- | ----- | ----- | ----- | ----- | ----- |
| 1 419 | 1 617 | 1 330 | 1 298 | 1 272 | 1 219 | 1 223 | 1 270 | 1 174 |

| 1901  | 1906  | 1911  | 1921  | 1926 | 1931 | 1936 | 1946 | 1954 |
| ----- | ----- | ----- | ----- | ---- | ---- | ---- | ---- | ---- |
| 1 200 | 1 192 | 1 125 | 1 041 | 953  | 951  | 816  | 704  | 729  |

| 1962 | 1968 | 1975 | 1982 | 1990 | 1999 | 2006 | 2007 | 2012 |
| ---- | ---- | ---- | ---- | ---- | ---- | ---- | ---- | ---- |
| 686  | 585  | 522  | 523  | 612  | 606  | 596  | 595  | 633  |

| 2017 | 2022 | - | - | - | - | - | - | - |
| ---- | ---- | - | - | - | - | - | - | - |
| 721  | 799  | - | - | - | - | - | - | - |

## Culture locale et patrimoine

### Lieux et monuments
- Église Saint-Martin-et-Saint-Roch d'Escource[30].
- Ancien lavoir du bourg.
- Ancienne minoterie.
- Ancien bureau de poste.

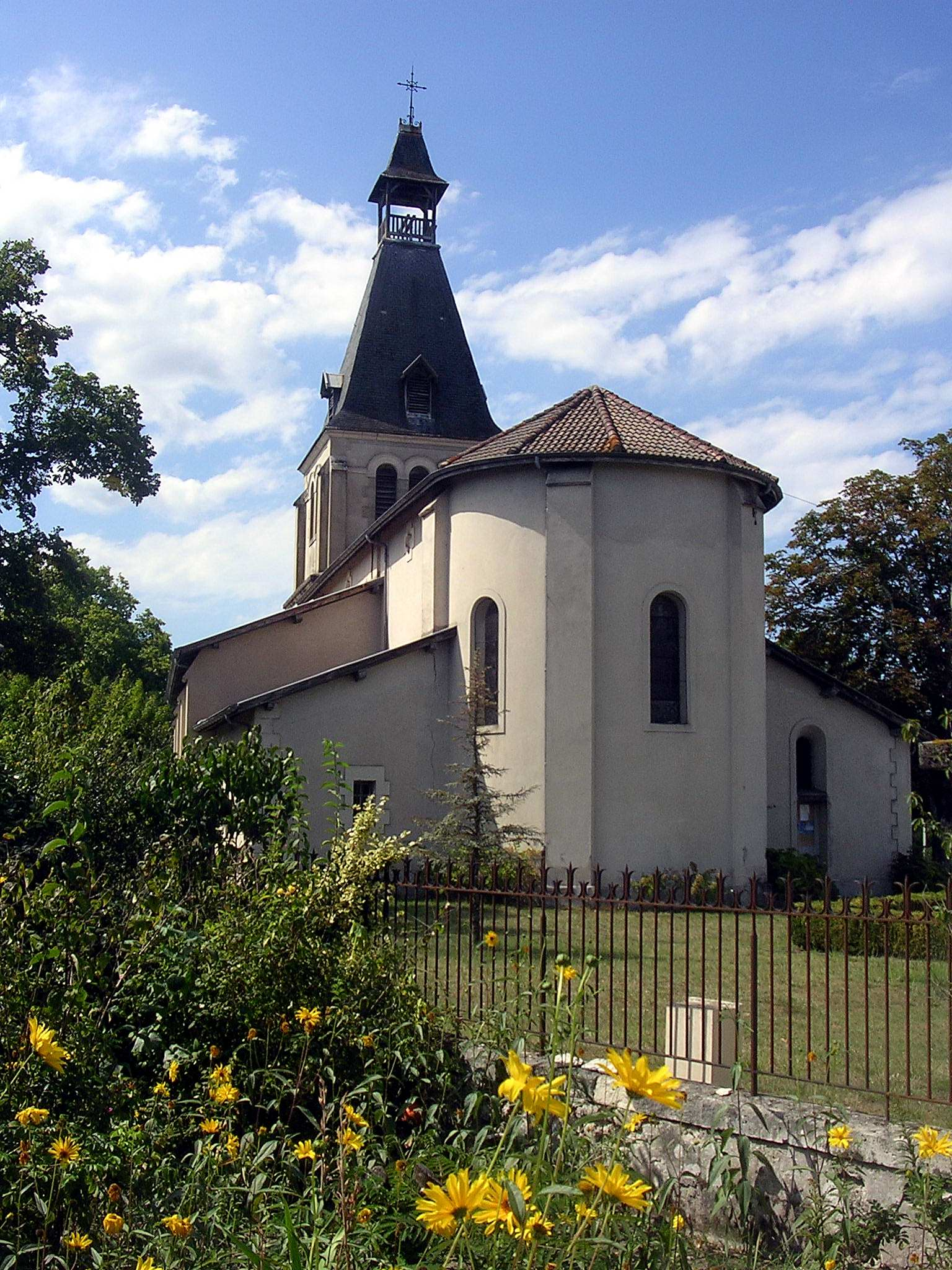
Église Saint-Martin-et-Saint-Roch.
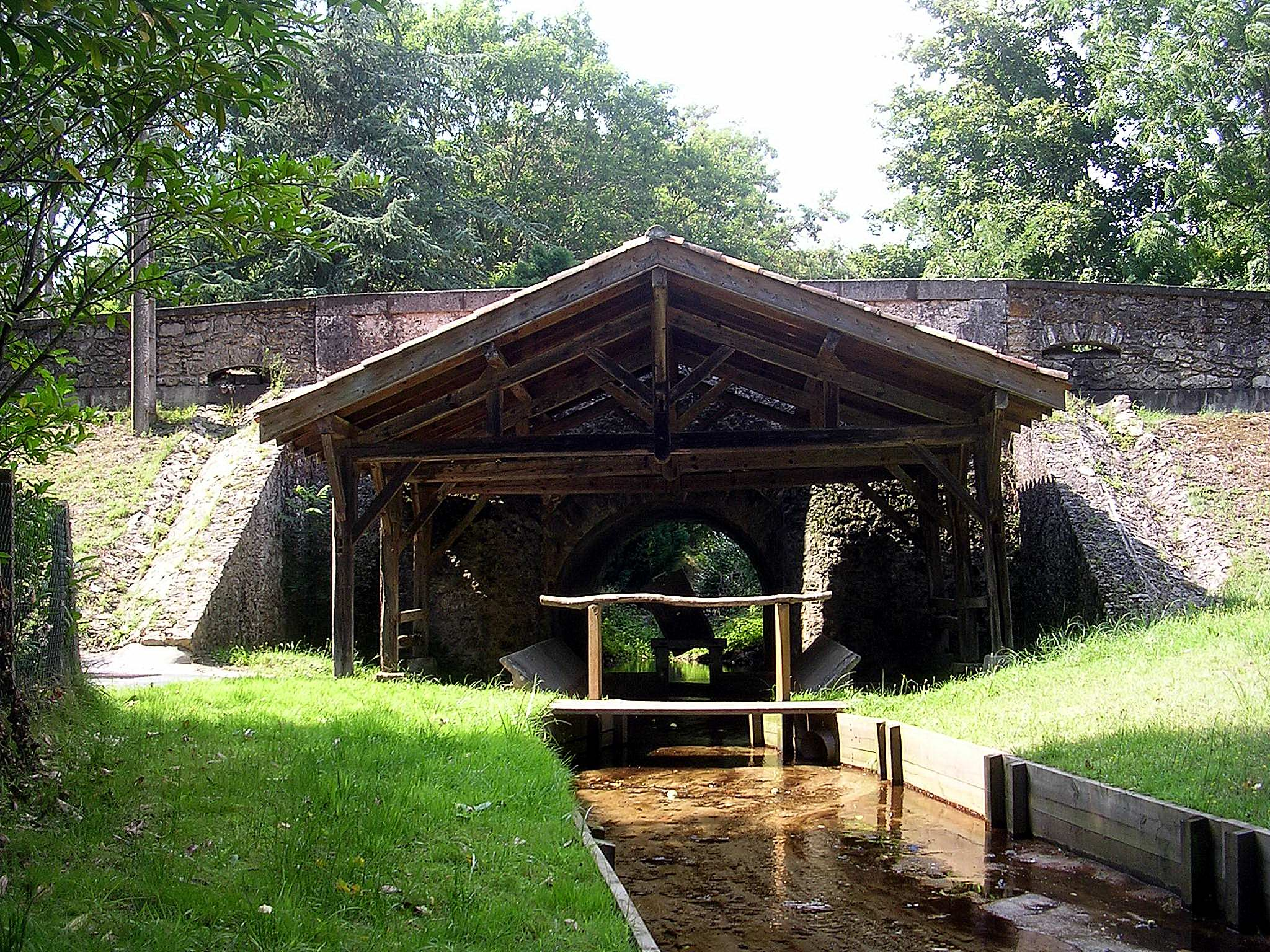
Ancien lavoir du bourg.
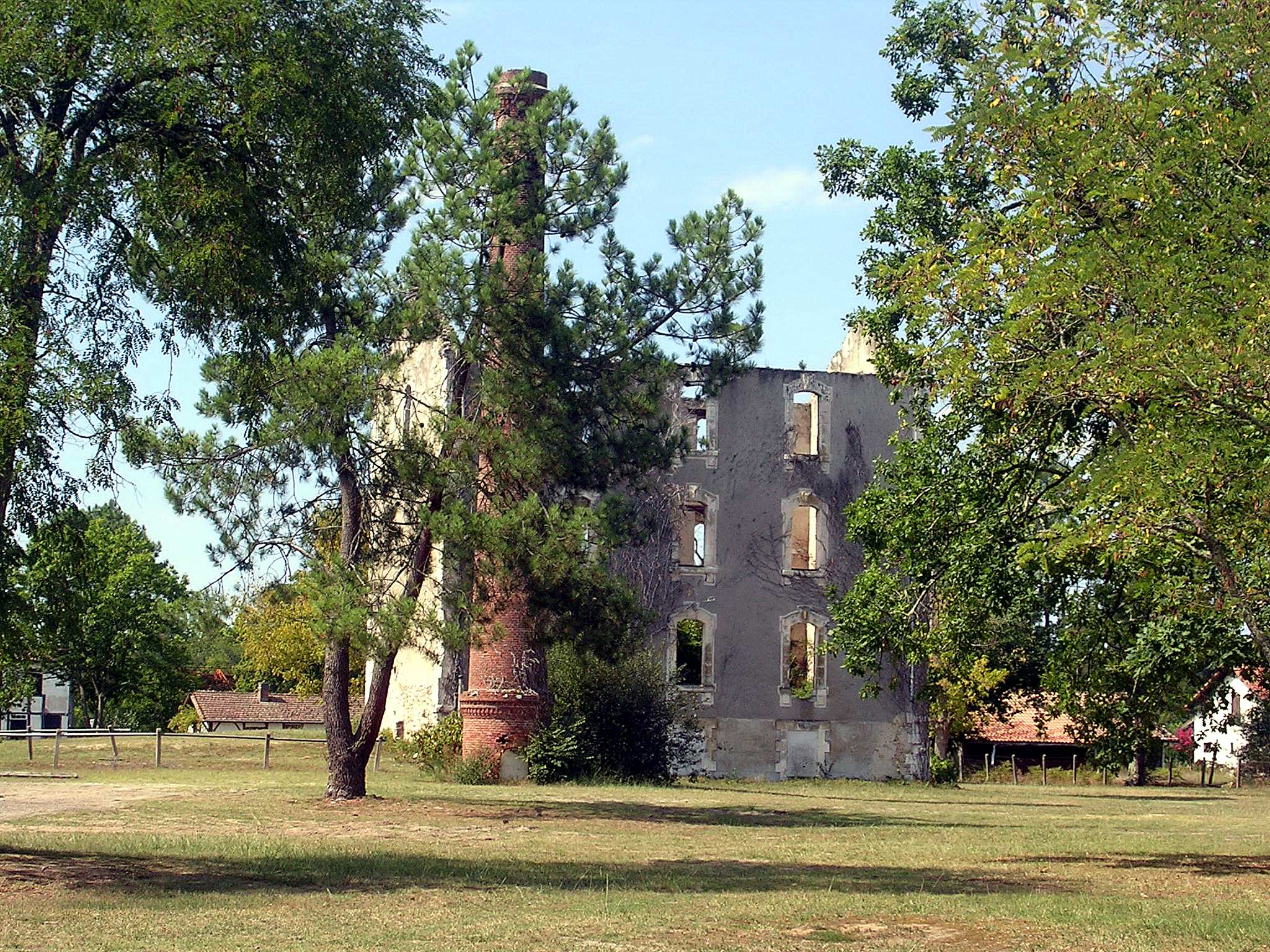
Ancienne minoterie.
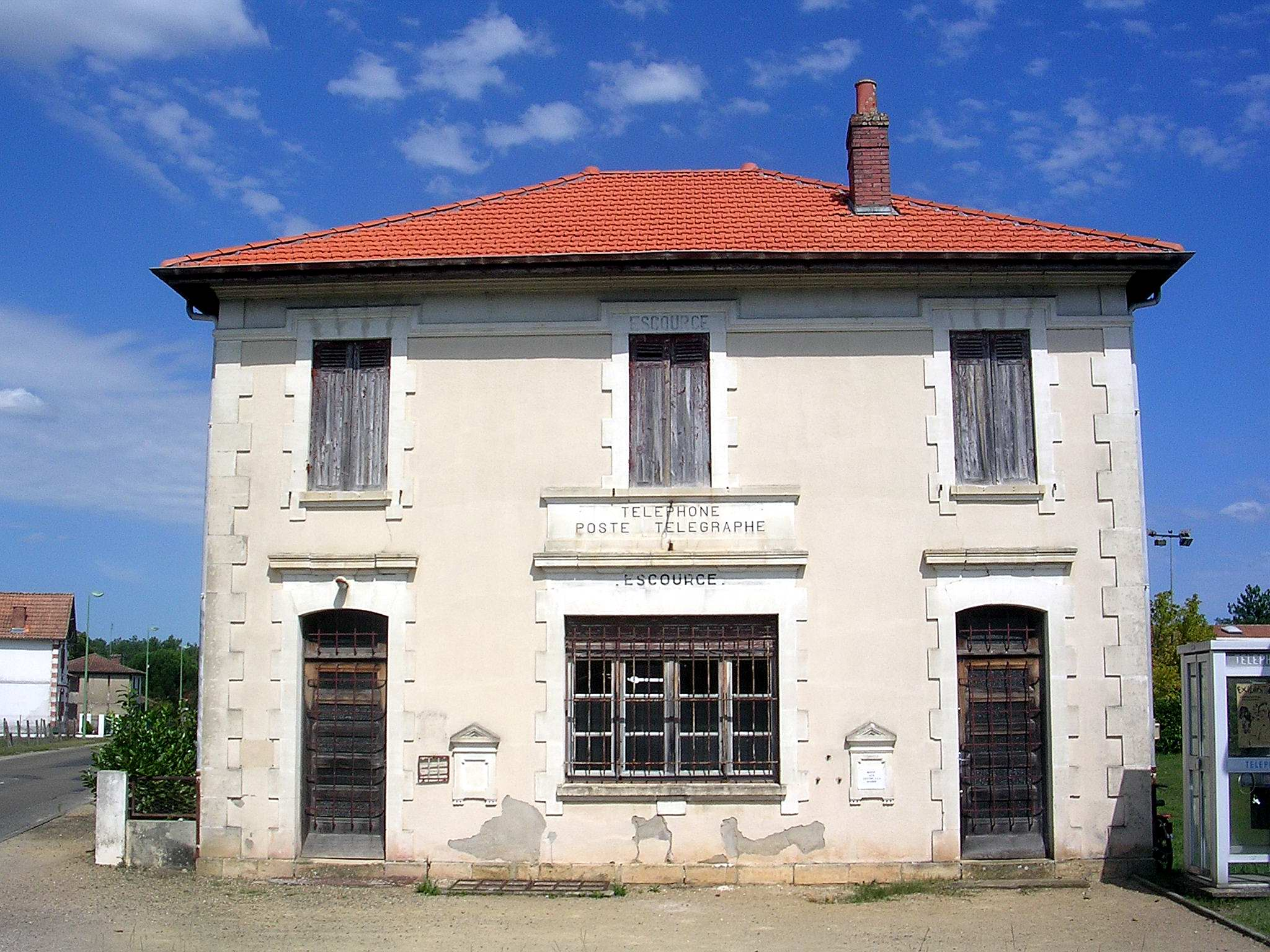
Ancien bureau de poste.

Sources de Saint-Antoine : trois sources regroupées sur le site de Cap de Pin attirent les visiteurs pour leurs vertus thérapeutiques : 
- source Saint-Antoine de la Traverse : a la réputation de soigner les maladies de peau, notamment le zona et les ulcères variqueux ;
- source Sainte-Luce : a la réputation de guérir les maladies des yeux ;
- source Saint-Cô : a la réputation de guérir, ou du moins de soulager, les maladies du cœur (Cô signifie cœur en Gascon).

Autrefois, il fallait passer devant une « recommandaïre » qui, comme son nom l'indique, recommandait l'une des trois fontaines selon la maladie à traiter. Les vertus des saints restaient sinon sans effet. La façon d'opérer consiste à imprégner un linge de l'eau de la source désirée et de le passer sur la partie du corps à soigner, puis de l'accrocher aux arbustes près de la source comme un ex-voto. Il est fort déconseillé aux autres personnes de toucher ces linges, car elles risquent d'attraper les infections que les malades sont venus soigner.

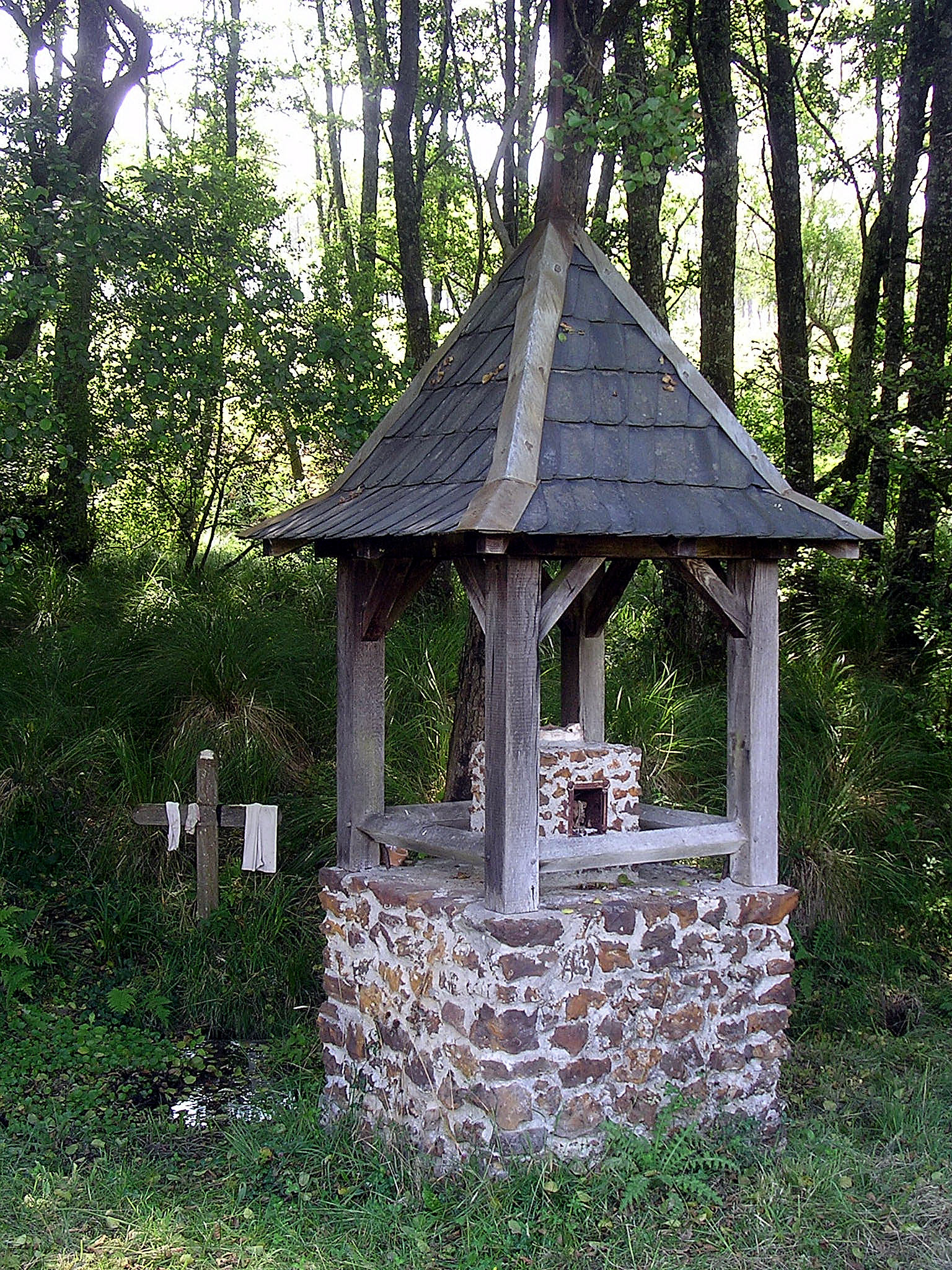
Saint-Antoine de la Traverse.
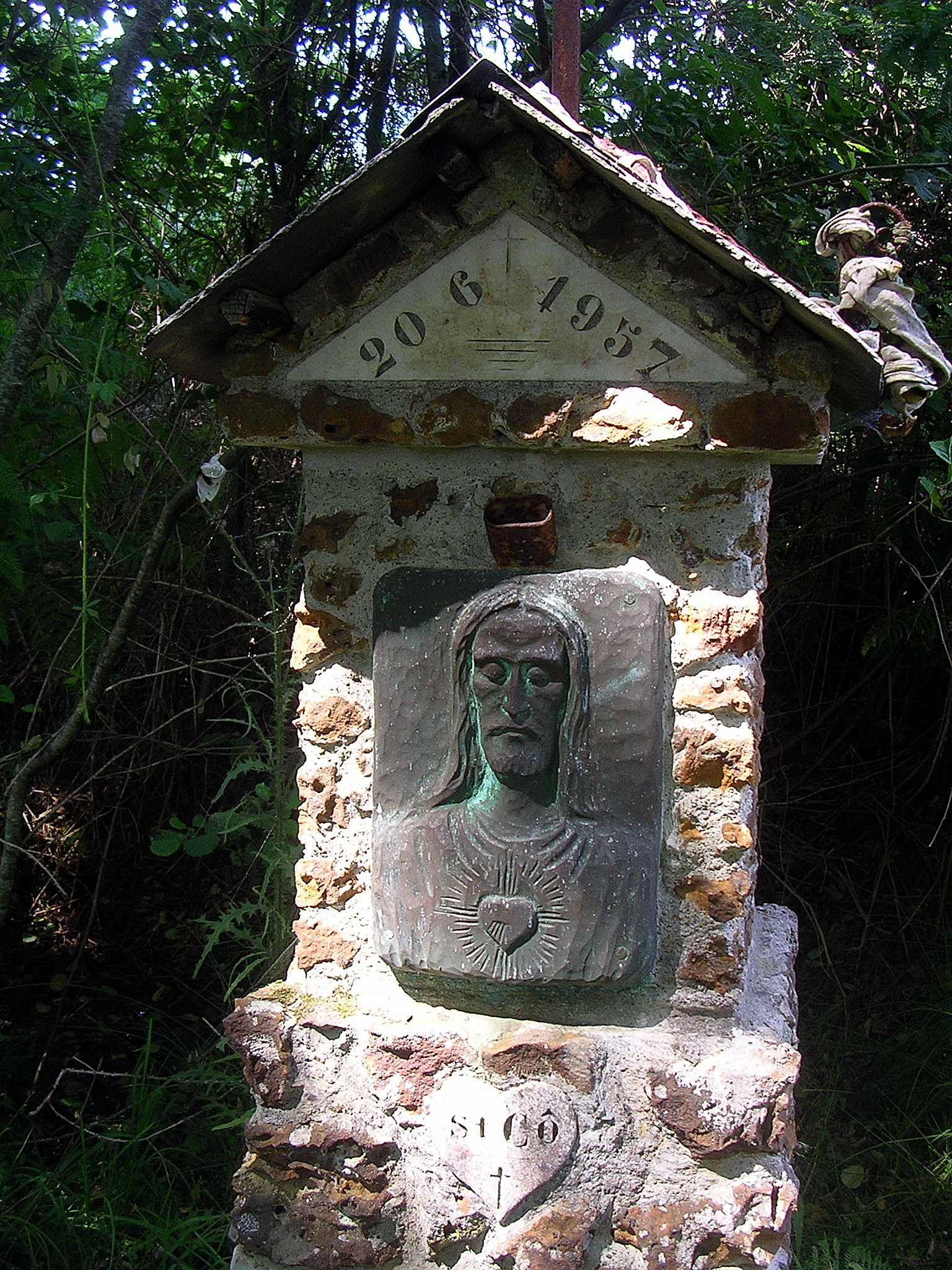
Saint-Cô.
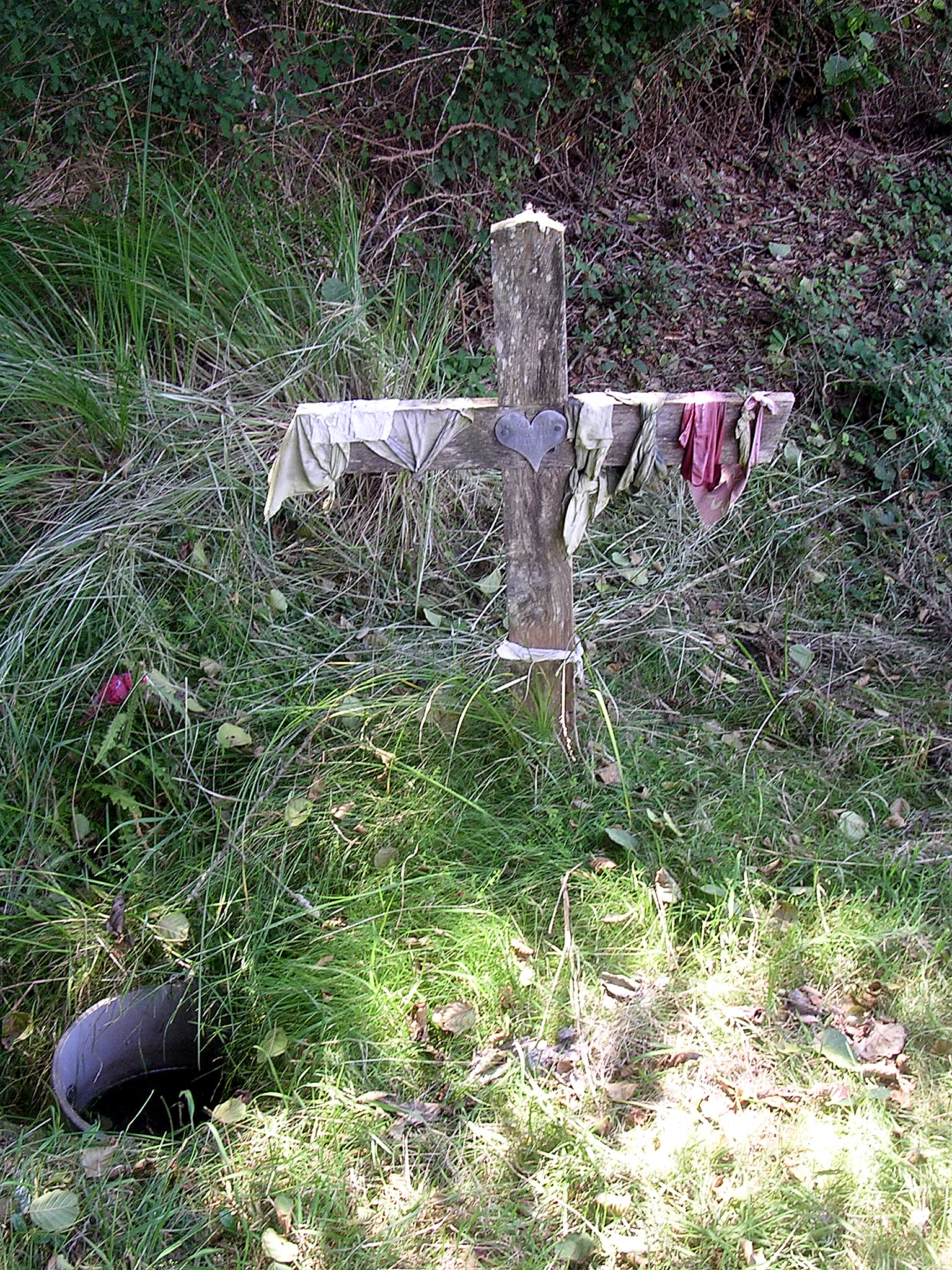
Sainte-Luce.

Escource possède deux autres sources guérisseuses :
- source Saint-Martin : près du ruisseau de Capcos, dans une propriété privée ;
- source Saint-Roch : réputée guérir les plaies variqueuses et les entorses.

### Personnalités liées à la commune
Pierre Méaule (1894-1992), auteur d'un dictionnaire de gascon maritime (ou de "parler noir") contenant environ 12 500 entrées, où nombre de spécificités et de tournures idiomatiques locales ont été fixées. Les travaux de Pierre Méaule le placent dans le sillage de ceux de Félix Arnaudin et de ceux, plus contemporains de lui, de Bernard Manciet, pour ce qui est du sous-ensemble linguistique appelé "gascon maritime".